# Davidijordania poecilimon
Davidijordania poecilimon és una espècie de peix de la família dels zoàrcids i de l'ordre dels perciformes.

## Morfologia
- Els mascles poden assolir 15 cm de longitud total.[3][4]

## Hàbitat
És un peix marí i d'aigües profundes que viu entre 5-70 m de fondària.

## Distribució geogràfica
Es troba al Mar del Japó, la costa pacífica del nord del Japó i el sud de la mar d'Okhotsk.

## Observacions
És inofensiu per als humans.